# Dante Marraccini
Dante Marraccini (* 22. April 1934 in Monsummano Terme) ist ein italienischer Journalist, Schriftsteller, Drehbuchautor und Filmregisseur.

## Leben
Marraccini war als Journalist für zahlreiche Zeitungen und Periodika tätig, so für „Il Pensiero Nazionale“, „Tribuna Politica e ore 12“, „Tempo“, „Io“ und „ABC“. Als Gründer und Herausgeber führte er „I Notambuli“, eine Monatszeitschrift. Daneben schrieb er Romane und drehte 1974 als Regisseur – früher hatte er auch Erfahrungen als Filmeditor gemacht – nach eigenem Drehbuch Un attimo di vita, der beim Filmfestival Cannes und in Belgrad lief. Nach langjährigen Aufenthalten in den Vereinigten Staaten und Nigeria drehte er ab 1989, nach Italien zurückgekehrt, noch eine Handvoll kaum aufgeführte Werke und einen Fernsehfilm.

## Filmografie (Auswahl)
- 1974: Un attimo di vita